# Karl Kunger
Karl Kunger (* 2. Februar 1901 in Berlin; † 18. Juni 1943 in Berlin-Plötzensee) war ein Arbeiter, KPD-Mitglied und Widerstandskämpfer gegen den Nationalsozialismus.

## Leben

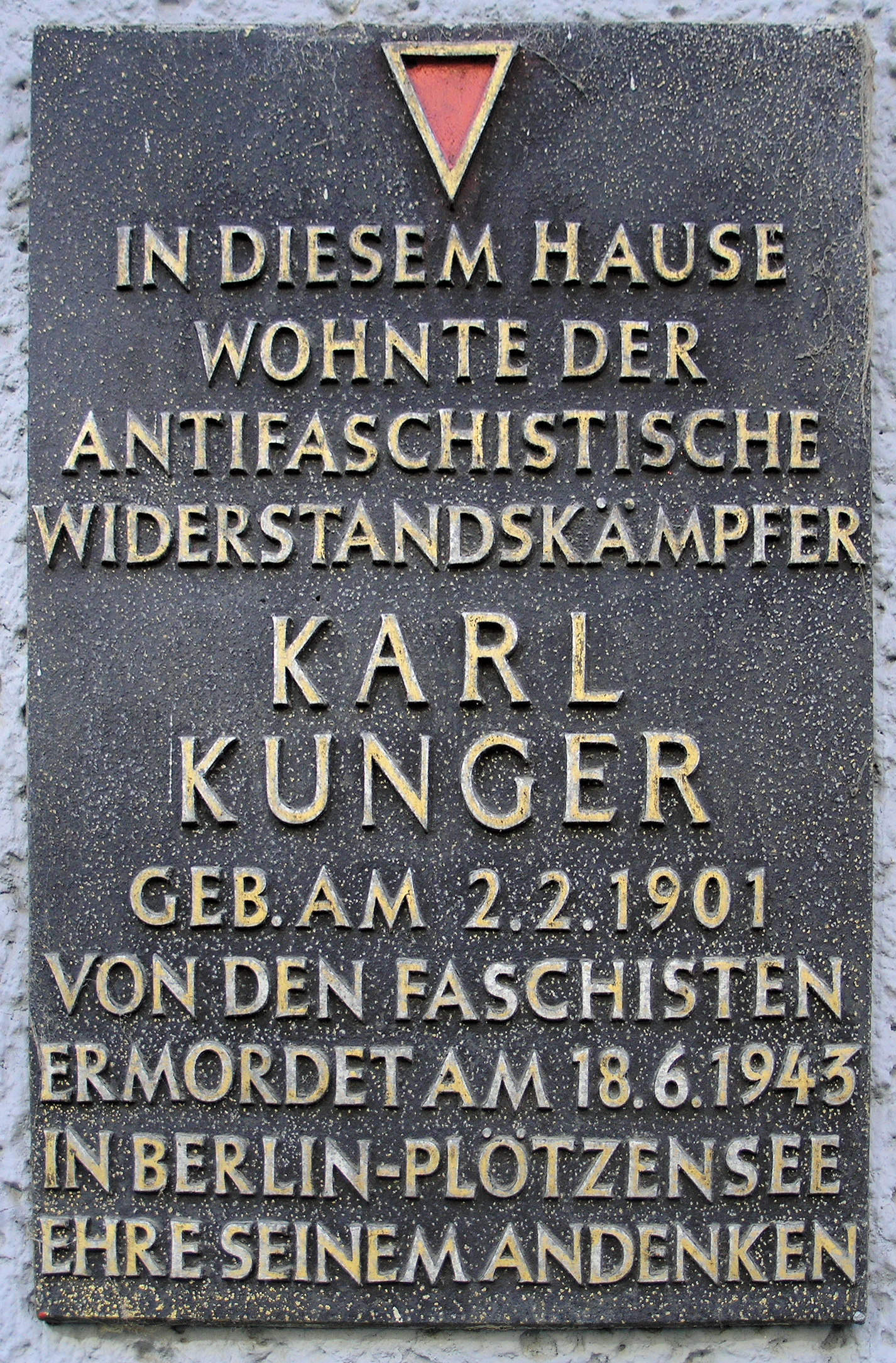
Gedenktafel für Karl Kunger

Schon als Jugendlicher schloss Kunger sich der kommunistischen Bewegung an. Nach dem Besuch der Volksschule war er als Hilfsarbeiter in einem Lichtenberger Betrieb tätig. Hier setzte er sich für die Unterstützung politischer Gefangener und streikender Arbeiter ein. Von 1935 bis 1938 schleuste er gefährdete Personen über die tschechoslowakische Grenze. Ein 1935 gegen ihn eingeleitetes politisches Strafverfahren wurde aus Mangeln an Beweisen eingestellt. Ab 1937 war er in der AEG-Apparatefabrik in Berlin-Oberschöneweide tätig und leitete dort eine illegale kommunistische Betriebszelle, die unter anderem Kontakte zu den Gruppen um Robert Uhrig und Herbert Baum knüpfte. Nach dem Beginn des Zweiten Weltkriegs stellte die Betriebsgruppe Kontakte zu französischen Kriegsgefangenen und ausländischen Zwangsarbeitern her, für die zusätzliche Lebensmittel und Kleidung gesammelt wurden. Auch politische Diskussionen wurden gemeinsam geführt. Später war Kunger vor allem in Berlin-Friedrichshain und Berlin-Lichtenberg tätig.
Im September 1942 wurde er verhaftet und in die Haftanstalt Plötzensee verbracht. Sechs Monate später wurde er zum Tode verurteilt und mit einem Fallbeil hingerichtet.

## Ehrungen
1962 benannte die DDR in Berlin-Alt-Treptow die frühere Graetzstraße nach ihm um. Im Nachfolgebetrieb der AEG in Treptow, dem VEB EAW Berlin-Treptow, hatte die Betriebsorganisation der SED ein Traditionskabinett eingerichtet, das die Arbeit der Widerstandsgruppe um Karl Kunger würdigte. Außerdem erhielt die Betriebsberufsschule dieses Werkes den Ehrennamen Karl Kunger.
Am ehemaligen Wohnhaus von Karl Kunger in der Krossener Straße 27 ließ die Bezirksverwaltung Friedrichshain eine Gedenktafel anbringen, auf der die folgende Inschrift zu lesen ist:
„In diesem Hause wohnte der antifaschistische Widerstandskämpfer Karl Kunger, geb. am 2. 2. 1901. Von den Faschisten ermordet am 18. 6. 1943 in Berlin-Plötzensee. Ehre seinem Andenken.“